# Colegio Alemán de Bilbao
Deutsche Schule Bilbao (en español: Colegio Alemán de Bilbao) es una escuela internacional alemana en Bilbao, que cuenta con jardín de infancia, Grundschule/Primaria, Sekundarstufe/Secundaria y Oberstufe/Bachillerato.
Cuenta con el patrocinio del Land Renania-Palatinado y es entidad colaboradora de la UNED.
Históricamente, su denominación era Deutsche Schule Sankt Bonifatius.

## Historia
La escuela empezó a dar clases el 11 de febrero de 1917, "en plena Primera Guerra Mundial, por un grupo de familias germanas ante la creciente llegada a Vizcaya de alemanes que huían del conflicto bélico", con 17 estudiantes. Contrató a su primer profesor nacional español en 1923. En 1924 ya contaba con 44 estudiantes, por lo que el 27 de abril de aquel año se traslada a un edificio en Deusto (la anexión de la anteiglesia de Deusto por el Ayuntamiento de Bilbao tendría lugar un año después), y obtuvo el reconocimiento como Realschule. En el curso 1932-1933, alcanzaba ya los 137 alumnos.
De esa etapa corresponde la construcción (1934) del edificio del Kindergarten y Gymnasium por Estanislao Segurola y Thomas Schocken, declarado bien patrimonial en el 2016
En 1927, conjuntamente con tres alumnos del Colegio Alemán de San Sebastián se realizaron por primera vez exámenes finales y se establecieron cursos de bachillerato para alumnos españoles, así como cursos nocturnos para adultos.
En febrero de 1938, tras un cierre anual con motivo de la Guerra Civil, retoma actividades con 180 alumnos (124 españoles y 56 alemanes).
La primera promoción que se presentó al Abitur corresponde a junio de 1940. 
La escuela fue cerrada temporalmente el 5 de agosto de 1945 con la capitulación alemana en la Segunda Guerra Mundial, sus bienes expropiados en aplicación de los Acuerdos de Bretton Woods y en 1948 anulada la personalidad jurídica de la asociación de colegio.  La finca y enseres fueron subastados y asignados a la Fundación Gorocica para albergar las Escuelas de Nuestra Señora del Carmen.
En los años siguientes, se mantiene hasta 1951 la actividad docente del Colegio Alemán de forma "clandestina" en domicilios particulares.
En 1951 se traslada a Alameda de Recalde Núm. 4. Y en 1956 se alquila el tercer piso de Alameda de Mazarredo, 63 como espacio provisional. En 1958 se adquiere una parcela en las afueras del bilbaíno barrio de Begoña (actual barrio de Txurdinaga), inaugurándose en el mismo en 1961 la "monumental" sede actual. 
"El complejo se edifica en un terreno en ladera con forma de anfiteatro orientado al sur. Emiliano Amann aprovecha el emplazamiento para organizar los edificios formando un campus abierto y ajardinado, estructurado mediante una carretera de acceso, que serpentea por la ladera, y escalinatas y caminos peatonales que unen los edificios entre sí.
El conjunto está formado por siete edificios que albergan diversos usos, todo ellos de poca altura (dos o tres plantas) y planta rectangular, salvo el edificio destinado a capilla que tiene planta circular. Todo el conjunto se organiza alrededor de la capilla, que ocupa el centro de la parcela. Junto a ella, hacia el oeste, se sitúa el jardín de infancia, y hacia el este y algo más lejos, el aulario de primaria y secundaria y el edificio polivalente. El resto de los edificios, internado, viviendas de profesores y edificio de servicios, se ubican alrededor de los anteriores."
En esta nueva etapa, el colegio alemán funciona como una de las pocas escuelas mixtas de Vizcaya, en la que niños y niñas comparten aula, evitando las restrictivas normativas de enseñanza diferenciada del Ministerio de Educación de la época.
El 2 de junio de 1965, se reconstituye la Asociación Cultural del mismo.
Durante décadas permite igualmente el ejercicio de la libertad religiosa frente a un Estado explícitamente confesional. Esa tradición de apertura y convivencia cristalizará en 1993, con el reconocimiento por parte del Ministerio de Justicia  a la Comunidad Evangélica de Habla Alemana del Norte de España con sede en el Colegio.
Exalumnos:
- Viktor Elbling, Embajador de la RFA en México.
- Ricardo Díez-Hochleitner, Miembro electo del Consejo Ejecutivo de la UNESCO (1970-1976) y Presidente de Honor del Club de Roma.
- Ricardo Martínez Rico, Secretario de Estado de Presupuestos y Gastos (2003-2004).
- Federico Krutwig, miembro de la Real Academia de la Lengua Vasca (1943-1989).
- Jörg Draeger, conductor de programas de televisión.
- Rafael Frühbeck de Burgos, Director de la Orquesta Sinfónica de Viena (1991-1997).
- Hermann Tertsch, periodista y eurodiputado.
- Iñigo Losada Rodríguez, ingeniero de caminos, canales y puertos, y catedrático de Ingeniería Hidráulica de la Universidad de Cantabria.

En época más reciente:
- "Periodistas como Adela Ucar –que condujo el programa televisivo ‘21 días’–, deportistas como el jugador de baloncesto Borja Mendia y músicos como la pianista Maite de Aguirre han crecido entre sus aulas".[3]
- Manu Ortega, ilustrador.

Desde 2004 cuenta con una dinámica asociación de antiguos alumnos y amigos, Kulturverein der Ehemaligen Schüler und Freunde der Deutschen Schule Bilbao.